# Lo strano mondo di Daisy Clover
Lo strano mondo di Daisy Clover (Inside Daisy Clover) è un film del 1965 diretto da Robert Mulligan tratto dal romanzo di Gavin Lambert (1963).

## Trama
Nella Hollywood degli anni 30 l'attrice Daisy Clover lascia la madre svanita che viene ricoverata in un manicomio e impara a vivere in un mondo ambiguo e spietato.

## Riconoscimenti
- Golden Globe 1966
  - Migliore attrice non protagonista (Ruth Gordon)
  - Migliore attore debuttante (Robert Redford)